# Vitâmero
Um vitâmero de uma determinada vitamina é qualquer um de uma série de compostos químicos, geralmente de estrutura molecular semelhante, em que cada um deles apresenta atividade vitamínica.